# Козлов, Николай Александрович (танкист)
Николай Александрович Козлов (26 июля 1913, Новолесное, Ярославская губерния — 1 ноября 1966, Переславль-Залесский, Ярославская область) — лейтенант Рабоче-крестьянской Красной Армии, участник Великой Отечественной войны, Герой Советского Союза (1945).

## Биография
Николай Козлов родился 13 (26) июля 1913 года в деревне Ново-Лесная (ныне — Ростовский район Ярославской области). После окончания семи классов школы проживал в Москве, работал на фабрике «Рот-Фронт», затем на фабрике «Парижская коммуна». В 1935 году Козлов был призван на службу в Рабоче-крестьянскую Красную Армию. В 1937 году он был демобилизован. Проживал в Ижевске, работал на машиностроительном, затем на металлургическом заводе. В июне 1942 года Козлов повторно был призван в армию. В 1943 году он окончил 2-е Горьковское танковое училище. С июля 1944 года — на фронтах Великой Отечественной войны. Участвовал в освобождении Западной Украины, Польши.
К январю 1945 года гвардии младший лейтенант Николай Козлов командовал танковым взводом 62-й гвардейской танковой бригады 10-го гвардейского танкового корпуса 4-й танковой армии 1-го Украинского фронта. Отличился во время Висло-Одерской операции. Во время боёв за удержание и расширение плацдарма на западном берегу Одера в районе населённых пунктов Редлиц и Бильвизе экипаж Козлова уничтожил 4 танка, 8 артиллерийских орудий, 2 батареи миномётов, а также около 500 вражеских солдат и офицеров. В тех боях он получил ранения в руку и ногу, был контужен, но не покинул поля боя, продолжая сражаться.
Указом Президиума Верховного Совета СССР от 10 апреля 1945 года за «образцовое выполнение заданий командования и проявленные мужество и героизм в боях с немецкими захватчиками» гвардии младший лейтенант Николай Козлов был удостоен высокого звания Героя Советского Союза с вручением ордена Ленина и медали «Золотая Звезда» за номером 7388.
Конец войны Козлов встретил в Праге. В июне 1945 года в звании гвардии лейтенанта он был уволен в запас. Проживал сначала в Ижевске, затем в Переславле-Залесском. Скончался 1 ноября 1966 года.
Был также награждён орденами Отечественной войны 1-й степени и Красной Звезды, рядом медалей.